# 미야마에 마키

## 약력
- 1989년 9월 6일,　파라다이스 GoGo!!(후지텔레비)의 아가씨학원1 기생이 되어, 아이돌 그룹Coco의 멤버로서포니 캐니온에서 「EQUAL 로맨스」로 가수 데뷔.
- 아이돌 시절에는, 쇼트 헤어가 트레이드마크였다.그 후 롱 헤어로 하고 있었지만, 현재는 쇼트 헤어 스타일로 바꿨다
- 1994년 9월 30일 CoCo 해산.
- 1994년 10월 1일 활동 개시.같은 달, 공식팬클럽「PORCUPiNE」오픈.
- 1995년　22세 때, 분카 방송의 아나운서사이토 카즈미와 CoCo로 함께였던하네다 헤리(ELLY)와 함께, PSYCHOGALVANOMETER(사이코가르바노메이타 「거짓말 탐지기」의 뜻)라고 하는 랩 유닛을 짜, 싱글 「USSO!」(을)를 릴리스.
- 1995년 1월, 라이브 투어 「미야마에 마키 BirthdayLive What's New?」.
- 1995년 9월 「전파 소년INTERNATIONAL5」.
- 1995년 9월 10일 라이브 투어 「미야마에 마키 Second Live Tour 다홍색의 순간창의 순간」스타트.
- 1996년 4월 「금요일 TV의 별 심층 심리 버라이어티」
- 1998년 1월 「금요일 엔터테인먼트 나이차 커플 형사 아버지는 허락하지 않습니다 촬영
- 1998년 4월 소속 사무소의 미목 에이전시가, 네버랜드(당시는 프로덕션미목계열)에 개편.(조직 변경 및 사 호변경)
- 1999년5월 공식 팬클럽 「PORCUPiNE」해산.동시기에, 소속 사무소의 네버랜드와프로덕션미목이 제휴 해소한다.
- 2000년 10월2001년 2월　「BOOK TV 「킷즈워르드북크트피아」」
- 2004년 1월 18일 「미야마에 마키 생일 라이브 2004」. 이 때, 3월까지 예능 활동을 휴업하는 것을 발표.
- 2004년 4월 17일 18일 「미야마에 마키 고마워요 투어!」개최.
- 2006년 11월 21 히노미야앞마키 오피셜 블로그 개설.

## 인물
- 출생지는 니가타현이지만, 출생신고가도쿄도오메시에 제출되었으므로, 출신은 도쿄도가 된다.
- 성실하고, 시원시원한 성격.아이와 노인을 소중히 하는 성격으로, 복지 활동에도 관심을 가지고 있다.동물이 너무 좋아.고양이를 기르고 있다.
- 「CoCo의 멤버중에서도 제일 여자 아이다운 성격의 사람」.
- 인생의 테마는 「사랑」 「허락하는 일」.(오피셜 블로그에서)
- 「낯가림에 비해 사람을 믿기 쉬운 성격」.(오피셜 블로그에서)
- 「아카시야전시대」에서 해답자를 맡았을 때의 캐릭터의 탓인지, 천연 노망이라고 하는 캐릭터가 정착하고 있다.
- 미의식이 높고, 예술적인 센스가 있다.요리는 물론, 패션 센스에는 정평이 있다.
- 자신의 얼굴이나 스타일을 별로 좋아하지 않는다 즉 그러니까 자신을 예쁘게 하는 노력을 게을리하지 않는다.마음에 드는 코스프레나 미용을 블로그에 좋게 소개하고 있다.
- 열중하는 성질로, 좋아하는 것은 콜렉션을 모은다고 한다.
- 아이돌 시절대 말버릇은, 「초슈퍼 울트라」.사용 예：「초슈퍼 울트라 긴장했습니다!」
- 휴대 전화의 취급 설명서를 읽는 것이 매우 골칫거리라고 한다
- 남자친구가 있으면, 그 남성의 생일을 비밀번호로 한다.
- 왠지 「」의 발음에 약하다.
- 신장, 체중, 구두의 사이즈는 블로그 안에서 본인이 공표.
- 연예인으로 되어 있지 않으면, 패터너가 되고 싶었다고 말하였다.
- 좋아하는 음식은, 초콜릿, 수박, 포도, 흰 밥.
- 싫은 음식은, 언두부, 당근.
- 아이돌 시절에는, 비눗방울을 좋아했었다.밤에는 혼자서 방의 전기를 어둡게 하고 비눗방울을 날리고 있었다고 했었다.
- 좋아하는 색은, 흰색.
- 은색 액세서리를 좋아한다.
- 좋아하는 꽃은, 해바라기.
- 좋아하는 향기는, THE BODY SHOP 의 아나냐(Ananya).
- 아이돌 시절에 동경하던 사람은마츠다 세이코.그러나 가라오케등에서 마츠다 세이코의 흉내를 하려고 하면, 미우라 리에코와 같이 되어 버린다.